# Canon antichar Type 1 37 mm
Pour les articles homonymes, voir Canon de 37 mm.
 (septembre 2024).
Si vous disposez d'ouvrages ou d'articles de référence ou si vous connaissez des sites web de qualité traitant du thème abordé ici, merci de compléter l'article en donnant les références utiles à sa vérifiabilité et en les liant à la section « Notes et références ».
Le canon antichar Type 1 37 mm (en japonais : 一式機動三十七粍速射砲, Isshiki Kidō sanjyūnana-miri sokushahō) est un canon antichar développé par l'Armée impériale japonaise et utilisé au combat durant la Seconde Guerre mondiale. Environ 2300 unités ont été produites.

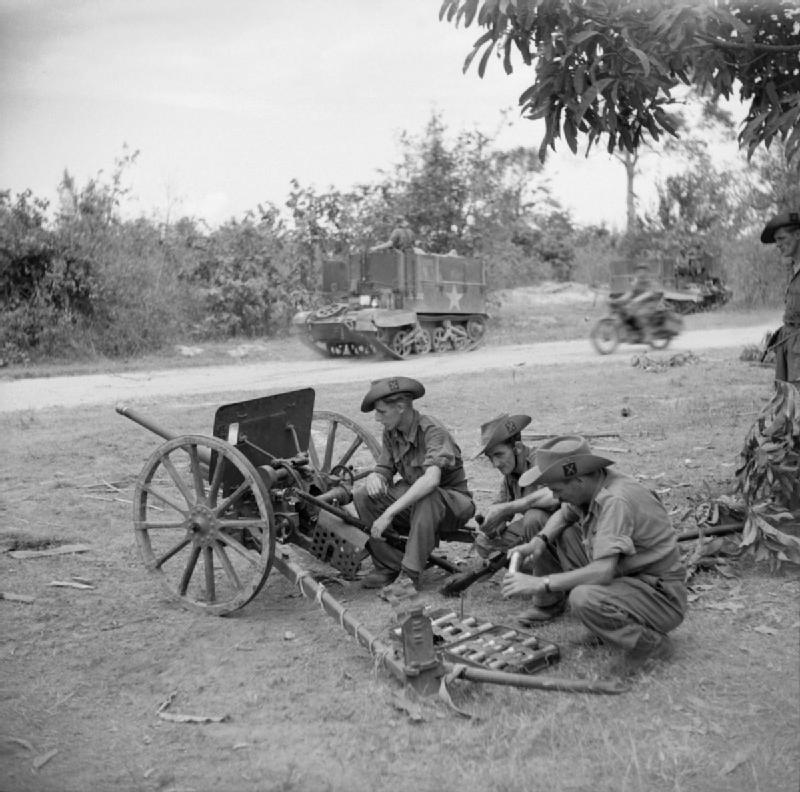
Soldats britanniques examinant un Type 1 37 mm, Birmanie, janvier 1945.

## Source
- (en) Cet article est partiellement ou en totalité issu de l’article de Wikipédia en anglais intitulé « Type 1 37 mm Anti-Tank Gun » (voir la liste des auteurs).